# Colonia el Mirador, Michoacán de Ocampo
Colonia el Mirador är en ort i Mexiko.   Den ligger i kommunen Hidalgo och delstaten Michoacán de Ocampo, i den södra delen av landet, 150 km väster om huvudstaden Mexico City. Colonia el Mirador ligger 2 067 meter över havet och antalet invånare är 1 038.
Terrängen runt Colonia el Mirador är kuperad. Runt Colonia el Mirador är det ganska tätbefolkat, med 90 invånare per kvadratkilometer. Närmaste större samhälle är Ciudad Hidalgo, 1,9 km norr om Colonia el Mirador. I omgivningarna runt Colonia el Mirador växer huvudsakligen savannskog.